# Muheza
Muheza (auch: Muhesa) ist eine Siedlung und Hauptort im gleichnamigen Distrikt Muheza, der in der Region Tanga in Tansania liegt.
Die Siedlung liegt südöstlich der östlichen Usambara-Berge etwa 40 Kilometer westlich der Regionshauptstadt Tanga. Die bereits zur deutschen Kolonialzeit gebaute und betriebene Usambarabahn hat einen Haltepunkt in dem Ort. Heute führt die Fernstraße A14, die grob von ihrem Ausgangspunkt in Tanga in Südwest-Richtung verläuft, durch den Ort.
Die Bevölkerungsgröße betrug 2012 12.839 Personen.

## Geschichte
Der Ort war zur Kolonialzeit Regierungsstation und die Gegend um Muhesa war bereits besiedelt und von umfangreicher Landwirtschaft geprägt. Nahe des Ortes unterhielt die Muhesa Rubber Plantation Limited, gegründet am 28. Februar 1910 in London, eine Plantage für Kautschuk, Kaffee und Zuckerrohr und betrieb ebenso eine Rumfabrik. Die Regenmenge betrug in diesen Jahren 1400 mm im achtjährigen Mittel.